# K2-21b
K2-21b，或稱為EPIC 206011691 b，是環繞紅矮星K2-21的一顆太陽系外行星，距離地球約212光年，軌道週期9.3日。該行星的密度2.7g/cm3，代表它可能不是由岩石組成的行星。因為目前誤差範圍仍然相當大（1.1至6.4 g/cm3之間），所以至今無法確認它的類型。